# Remko Pasveer
Remko Pasveer (ur. 8 listopada 1983 w Enschede) – holenderski piłkarz występujący na pozycji bramkarza w holenderskim klubie AFC Ajax. Wychowanek SC Enschede i FC Twente, w trakcie swojej kariery grał także w takich zespołach, jak Heracles Almelo, Go Ahead Eagles, PSV Eindhoven oraz SBV Vitesse.